# Alto Maranhão
Alto Maranhão é um distrito do município brasileiro de Congonhas, no interior do estado de Minas Gerais. Segundo o censo demográfico de 2022, realizado pelo Instituto Brasileiro de Geografia e Estatística (IBGE), sua população era de 6 872 habitantes e havia 2 358 domicílios particulares permanentes ocupados. Possui área de 95,25 km² conforme a Fundação João Pinheiro (FJP).

## História e descrição
Foi reconhecido como distrito pela lei estadual nº 723 de 30 de setembro de 1918, porém o povoado foi originado no século XVIII. Está situado próximo à Estrada Real e possui construções da época, como a Igreja Nossa Senhora da Ajuda. Em seu interior estão imagens de Nossa Senhora das Dores e Senhor dos Passos. A sineira está localizada na lateral da capela.
A construção possui um grupo de 13 invocações no forro de sua capela-mor, e cada uma forma o capítulo de um grande livro: Espelho de Justiça, Sede da Sabedoria, Causa de Nossa Alegria, Vaso Espiritual, Vaso Honorífico, Vaso Insigne de Devoção, Rosa Mística, Torre de Davi, Torre de Marfim, Casa de Ouro, Arca da Aliança, Porta do Céu e Estrela da Manhã.